# Centro de Estudios Clásicos Giuseppina Grammatico Amari
El Centro de Estudios Clásicos de la Universidad Metropolitana de Ciencias de la Educación, cuyo nombre cambió en 2009 a Centro de Estudios Clásicos Giuseppina Grammatico Amari en honor a su cofundadora, es una institución dedicada al estudio y a la investigación de la cultura griega y romana desde su época arcaica hasta los cimientos del cristianismo y en su proyección a las diversas épocas y su recepción en la actualidad. 
Enfocándose en la Lengua, Mitología, Historia, Literatura, Filosofía, Arte, Música y otras diversas áreas de la expresión cultural de la antigüedad, el Centro de Estudios Clásicos ha contribuido al rescate y a la vigencia de la cultura clásica consolidando un prestigio internacional.
Está ubicado en Santiago de Chile en la Universidad Metropolitana de Ciencias de la Educación, y pertenece a la Facultad de Historia, Geografía y Letras.
El centro fue creado por quien era en ese entonces rector de la universidad, don Héctor Herrera Cajas, uno de los más destacados historiadores clásicos de Chile y Latinoamérica.

## Investigación
Dado el carácter del Centro y de sus objetivos, la investigación ha sido una de sus tareas centrales. Esta tarea es realizada tanto por profesores, investigadores y estudiantes de Magíster, como así también investigadores y/o académicos extranjeros que colaboran activamente con el Centro en sus respectivas áreas de especialización en torno a la cultura griega y romana. Los resultados de éstas investigaciones son presentadas en los distintos seminarios que imparte a la comunidad académica y público en general el Centro, como así también, en publicaciones anuales y temáticas que el Centro realiza y en publicaciones de la Facultad de Historia, Geografía y Letras y en la Facultad de Filosofía y Educación de la UMCE.
Dentro de sus publicaciones se encuentra Limes: Revista de Estudios Clásicos la que desde su fundación al año 2018 ha publicado 29 números. Es una publicación anual e interdisciplinaria que tiene como principal objetivo la difusión, entre los académicos y estudiantes, nacionales y extranjeros, de los resultados de las investigaciones en el área de los estudios clásicos. Limes se encuentra indexada en Clase y Latindex.

## Programas

### Diplomado
- Diploma en Cultura Clásica

### Licenciatura
- Filología Griega
- Filología Latina

### Magíster
- Magíster en Cultura Greco-Romana
- Magíster en Lengua Griega y Latina

## Relación con el medio e instituciones
El Centro de Estudios Clásicos tiene como una de sus directrices el vínculo con la comunidad y la difusión de la cultura clásica, es por esto que realiza diversos encuentros, certámenes y actividades de carácter nacional e internacional, donde participan estudiantes de educación media, pregrado, magíster y destacados académicos e investigadores. Las actividades que realiza son:
- Congreso internacional de estudios clásicos
- Congreso internacional de estudios griegos
- Agón hellenikos
- Certamen latinum Sancti Iacobi

Así también, el Centro tiene relaciones con la Fundación Mustakis, la UNESCO, la Sociedad Chilena de Estudios Clásicos y colegios de enseñanza media de las comunas de Macul, Nuñoa, Puente Alto, Santiago y La Florida.

## Directores, Académicos, Investigadores y Administrativos
El Centro ha tenido los siguientes directores
- Dra. Giuseppina Grammatico
- Dra. María Angélica Jofré

El centro ha tenido un gran número de investigadores y académicos tanto nacionales como extranjeros. En la actualidad pertenecen:
- Mg. Erwin Robertson
- Dr. Rodrigo Frías Urrea
- Mg. Iván Salas Pinilla
- Dra. María Angélica Jofré
- Dr. Antonio Cussen
- Mg. Patricio Jeria Soto
- Mg. Boris Eremiev
- Dr. Víctor Hugo López
- Dra. María de los Ángeles Nachar
- Mg. David Roa